# Kiama
Kiama lachrymoides es una especie de araña migalomorfa de la familia Cyrtaucheniidae. Es la única especie del género monotípico Kiama.  Es nativa de Nueva Gales del Sur en Australia, donde se descubrió en Kiama, a lo cual debe su nombre.